# Lego City Undercover
LEGO City Undercover es un videojuego de acción y aventura desarrollado por TT Fusion y publicado por Nintendo para Wii U en 2013. Warner Bros. Games lo reeditó en 2017 para Nintendo Switch, PlayStation 4, Windows a través de Steam y Xbox One. Basado en la línea de juguetes temáticos City de Lego, la historia sigue al agente de policía Chase McCain en su regreso a Lego City y su persecución del jefe del crimen fugado Rex Fury. El juego permite explorar un mundo abierto y completar niveles independientes que incluyen puzles y combates.
Tras los satisfactorios avances técnicos y la finalización de otros videojuegos de Lego con IPs existentes, los primeros prototipos de Lego City Undercover se produjeron en 2010, y el desarrollo comenzó en 2011 después de que Nintendo se pusiera en contacto con la empresa matriz TT Games para realizarlo para la Wii U. Fue el primer título de TT Games con actuación de voz y el primero que no se basaba en una película o licencia de cómic. El guion, escrito por Graham Goring, hacía un amplio uso de la parodia y de referencias tanto a programas policíacos como a otras filmes y series de televisión. El centro de Lego City se inspiró en varios lugares reales. En general, Nintendo no intervino en el proceso de desarrollo, pero recibía actualizaciones y sugería cambios.
El juego se anunció originalmente en el E3 2011 como Lego City Stories para Wii U y Nintendo 3DS. A lo largo de 2012 y en el E3 2012 se mostró información adicional y también se renombró oficialmente como Lego City Undercover. La versión para 3DS se convirtió en una precuela independiente, titulada Lego City Undercover: The Chase Begins. Salió a la venta en marzo de 2013 en todo el mundo, y en Japón en julio. En 2016 se anunció la versión remasterizada, que incluye multijugador local para dos jugadores, y se estrenó en abril de 2017. Recibió reseñas generalmente positivas por parte de la crítica, que alabó la historia, el humor y la fórmula evolucionada, pero reprochó la falta de opciones cooperativas y diversos problemas técnicos, como los largos tiempos de carga. Hasta el 31 de diciembre de 2022, la adaptación original para Wii U había vendido más de 1.15 millones de copias en todo el mundo.

## Sistema de juego
Lego City Undercover es un videojuego de acción-aventura ambientado en Lego City, donde el jugador controla a un policía encubierto llamado Chase McCain, encargado de detener al criminal Rex Fury. Chase persigue criminales utilizando movimientos como balancearse sobre postes y realizar saltos de pared. Lego City es un mundo abierto dividido en veinte distritos, cada uno con niveles ambientados en distintos entornos. Cada distrito tiene objetivos lineales que implican resolver puzles, construir y romper ladrillos Lego, y superar desafíos de plataformas. El combate con criminales requiere que el jugador utilice combinaciones de botones específicas. A medida que avanza, Chase adquiere nuevas habilidades en forma de disfraces, que representan diferentes ocupaciones y personajes. Estos disfraces se utilizan para superar fases y explorar áreas previamente inaccesibles en el mundo abierto. Por ejemplo, el disfraz de minero puede atravesar rocas con su pico y coger dinamita de la máquina de dinamita, y el de criminal puede atravesar puertas con una palanca y abrir cajas fuertes.
En el mundo abierto también se esconden puzles y objetos coleccionables, como desafíos cronometrados y persecuciones de coches. Se puede utilizar cualquier vehículo del entorno para llegar a su ubicación, incluidos barcos, helicópteros y los de otros ciudadanos. Las piezas de Lego son la moneda del juego y se encuentran en el entorno o resolviendo puzles. Con ellas se pueden comprar vehículos que el usuario puede invocar y usar a su discreción. Una forma de moneda menos común, los ladrillos de Lego, suelen requerir plataformas más difíciles o la resolución de puzles para conseguirlos. Se utilizan para completar superconstrucciones, que pueden ser estructuras para invocar vehículos o rampas acrobáticas, entre otras. El Wii U GamePad ofrece funciones como escanear ubicaciones de ladrillos Lego, tomar fotos de evidencia y escuchar conversaciones privadas. Cuando no se utilizan estas funciones, el GamePad muestra un mapa del entorno. La reedición de 2017 agregó la opción de multijugador local.

## Argumento
El agente de policía Chase McCain regresa a Lego City tras haber sido exiliado dos años antes. El alcalde Gleeson le informa de que el famoso criminal Rex Fury, al que Chase ayudó a detener, ha escapado recientemente de prisión. Chase se une al novato Frank Honey y a la técnica policial Ellie Phillips para perseguirlo. Sin embargo, su regreso no es bien recibido por Natalia Kowalski, su exnovia, quien fue obligada a entrar en el programa de protección de testigos después de que Chase revelara accidentalmente su identidad durante el juicio de Rex. Tampoco es bienvenido por Marion Dunby, el nuevo jefe de policía, quien expulsó a Chase por ese error.
Tras ocuparse de varios casos menores, Chase consigue reunir pistas que le llevan a encontrarse con Rex en la mina Bluebell, pero es derrotado antes de poder arrestarlo. Dunby lo envía encubierto a una empresa de limusinas propiedad de Chan Chuang, jefe de una banda criminal. Trabaja como chófer para el multimillonario Forrest Blackwell, se gana la aceptación del socio de Chan, Vinnie Pappalardo, y roba un buggy lunar para Chan. Captura a Natalia mientras investiga la desaparición de su padre; Chase la rescata, y ella acepta su ayuda para encontrarlo, pero enfada a Dunby cuando Chan pasa a la clandestinidad.
Tras rescatarla de un grupo de hombres misteriosos y reconciliarse parcialmente con ella, Chase descubre más tarde que Vinnie trabaja para el mismísimo Rex. Cuando este se entera de que no le pagarán por su trabajo y recibe la orden de robar más objetos para su comprador, le encarga que robe a Blackwell. Tras irrumpir en su mansión pero sin conseguir ningún objeto de valor debido a la persecución de las fuerzas de seguridad, Chase regresa a la heladería de Vinnie, sólo para encontrarla invadida por los matones de Rex y a Vinnie encerrado en un congelador como represalia por ir en contra de las órdenes de Rex. Consigue salvarlo de los matones y, tras interrogar al líder, ocupa su lugar para averiguar qué está planeando Rex.
Chase consigue infiltrarse en el escondite y escucha cómo el padre de Natalia, el científico lunar Henrik Kowalski, es interrogado por Rex. Descubre que el propio Blackwell organizó la oleada de crímenes y que había conseguido secuestrar a Natalia para obligar a su padre a trabajar en sus planes. Al rescatar a Kowalski, llama a Ellie con lo que ha averiguado, tras lo cual ella le informa de que Blackwell apareció recientemente en las noticias prometiendo que tenía planes que cambiarían Lego City para siempre. Procediendo a la mansión, la registra para encontrar pruebas de sus crímenes y localizar a Natalia. Pronto descubre que originalmente tenía planes para construir un complejo de apartamentos y un centro comercial en Bluebell, pero Lego City se lo impidió debido a una rara especie de ardilla en peligro de extinción en el parque. Humillado y enfurecido por la negativa, inicia un nuevo plan para construir una colonia en la Luna y convierte su rascacielos Blackwell Tower en un cohete, que Chase descubre que quemará Lego City cuando sea lanzado. Rápidamente organiza que Henrik y varios miembros del departamento de policía construyan un campo de fuerza para proteger la ciudad de los motores del cohete.
Al enterarse de que aún tenía a Natalia con él, Chase le persigue a través de una lanzadera espacial. Blackwell abandona a Chase y Rex, destruyendo la lanzadera en el proceso, derrota a Rex en una batalla final, tras la cual Blackwell envía a ambos en caída libre hacia la Tierra. Se lanza en paracaídas hacia la prisión de Natalia en el módulo de mando del cohete y la rescata activando el paracaídas del módulo. De vuelta en la ciudad, Gleeson felicita a Chase por salvar Lego City. Dunby le ofrece supervisar el arresto de Rex, pero él lo rechaza, priorizando su relación con Natalia. Juntos, deciden comenzar una nueva vida.

## Desarrollo
El equipo de desarrollo de TT Fusion había deseado durante mucho tiempo crear un videojuego basado en el tema de Lego City, al igual que la franquicia Lego. Sin embargo, la tecnología disponible y la dedicación del personal a otras IPs existentes limitaron su capacidad para desarrollar un juego de este tipo. El prototipo de Lego City Undercover comenzó en 2010 y tomó unos doce meses completarlo. En 2011, Nintendo se puso en contacto con la empresa y les mostró el hardware de Wii U, preguntándoles si les gustaría producir un título para ella. El personal, que ya había tenido buenas experiencias con Nintendo al adaptar con éxito sus entregas anteriores y al que le gustaban las especificaciones de la plataforma, aceptó trabajar con ellos. Realizar una no ligada a una licencia cinematográfica dio al grupo un grado de libertad antes inasequible, aunque también planteó dificultades en múltiples aspectos, como la historia, el sistema y la mecánica general. Debido a la gran compatibilidad entre el concepto del equipo y su posible hardware, no se consideraba seriamente los ports a otras consolas, hasta unos años después del lanzamiento. También fueron capaces de integrar las funciones del GamePad, convirtiéndolo en parte del mundo de Undercover. En general, Nintendo dejó que el equipo desarrollara libremente, aunque recibía actualizaciones periódicas sobre el proyecto y les avisaba si veía algún problema. Se dividió entre el estudio TT Fusion y la sede de Traveller's Tales en Knutsford.
Sin una idea clara al inicio, el grupo comenzó creando un pequeño entorno con vehículos manejables y edificios de Lego. Se consideraron varios conceptos para la mecánica, incluido un constructor de ciudades similar a SimCity, y también se descartó rápidamente el ángulo de cámara fijo. Uno de los primeros retos era el combate, que debía encajar en el contexto de la historia del protagonista, un policía. En lugar de un simple estilo de lucha, el equipo diseñó el sistema de combate para permitir un juego defensivo y no implicar un equivalente a los derribos letales. Aunque muchos críticos hicieron comparaciones entre Lego City Undercover y la serie Grand Theft Auto, Goring insistió en que nunca desempeñó un papel de inspiración en la producción. Y que los elementos procedían en cambio de la exploración de nuevas ideas para un videojuego de Lego y nuevas formas de utilizar el Wii U GamePad. Los títulos de mundo abierto preexistentes nunca sirvieron de inspiración para su tono general más oscuro. Según el diseñador principal, Lee Barber, el objetivo era conseguir lo contrario, que presentara un sistema y exploración de mundo abierto pero con un estilo positivo y optimista, aleccionado por la propia franquicia Lego City. Para mantener este enfoque, los criminales y los delitos no eran graves, y el disfraz de infiltrado permitía que Chase cometiera actos delictivos con una justificación moral.

### Escenario y redacción
Al diseñar el escenario, el equipo utilizó elementos de varios lugares, como Nueva York, San Francisco y Londres. El juego hace referencia a varios lugares y estructuras del mundo real, como el Times Square, la Estatua de la Libertad, el puente Golden Gate y la penitenciaría federal de Alcatraz. La estación espacial de Apollo Island también está inspirada en el Centro espacial John F. Kennedy de Florida. Debido a que se estaba desarrollando para una consola de Nintendo, el equipo incluyó múltiples huevos de Pascua temáticos de la empresa para que los jugadores los descubrieran. El equipo tuvo que desarrollar un nuevo motor, ya que los anteriores no soportaban la escala de los entornos. Se desarrolló desde cero, gestionando la memoria, la física de objetos y vehículos, y los sistemas de tráfico. El productor ejecutivo Loz Doyle consideró que esta ha sido la parte más difícil del proceso, ya que continuamente se topaban con el límite de memoria de la consola.
Querían que el protagonista tuviera profundidad, ya que sabían que tanto niños como adultos jugarían al título. Undercover cuenta con doblaje completo, lo que en el momento en que se inició la producción era una primicia para la serie, aunque debido al tiempo, otras entregas con doblaje se desarrollaron y lanzaron antes que éste. El equipo colaboró con la empresa de casting y grabación Side UK. Se realizó un gran reparto de voces y se pidió a varios cómicos consagrados que se presentaran, ya que quería una buena interpretación de las partes graciosas del guion. Al contratar al guionista, el excómico Graham Goring, ya se había elaborado un esbozo de la historia. Su principal tarea era llenar los vacíos e incorporar la mayor cantidad de humor posible. A Goring se le dio mucha libertad a la hora de hacer las parodias, aunque se consultó periódicamente al grupo sobre la idoneidad del material y se le asignó un editor de guion para que revisara su trabajo. Basándose en su antigua profesión, incluyó una gran cantidad de chistes y humor destinados tanto a niños como a adultos. Inspirado en el estilo de Los Simpson, el juego incluye numerosas parodias, con referencias a películas como The Shawshank Redemption y The Matrix, así como a series de televisión como Starsky y Hutch. La historia tomó tiempo en ser escrita, ya que el equipo buscaba darle profundidad.

### Anuncio y lanzamiento
El juego fue anunciado el 7 de junio de 2011, durante la conferencia de prensa de Nintendo en el E3 2011, bajo el título provisional de Lego City Stories. Durante la presentación en el E3 2012, el 5 de junio, se reveló que el juego había cambiado su nombre a Lego City Undercover. En ese evento se presentó el tráiler de debut, donde se mostraron las primeras imágenes del juego. En el Nintendo Direct del 13 de septiembre de 2012, se presentaron nuevos avances que detallaban la historia, junto con el anuncio de que una minifigura de Chase McCain se incluiría como bonificación por reserva en Norteamérica y Australia, y se añadiría en las primeras copias distribuidas en Europa, hasta agotar existencias. Además, se lanzó un juguete de persecución policial de alta velocidad que incluye un código para contenido adicional. Nintendo también lo publicó en Japón el 25 de julio de 2013. En ese momento, la Wii U carecía de grandes estrenos, por lo que Lego City Undercover fue el primer gran lanzamiento de Nintendo en 2013. Doyle se mostró muy orgulloso del producto final y lo consideró el mejor videojuego de Lego, así como el mejor de Wii U en su momento. El 22 de noviembre de 2016, Warner Bros. Interactive Entertainment anunció el lanzamiento de una remasterización para Nintendo Switch, PlayStation 4, Windows y Xbox One, previsto para abril de 2017, que introduciría soporte cooperativo a pantalla dividida.

## Recepción

### Recepción de la crítica
La versión para Wii U obtuvo una puntuación de 80/100 en el agregador de reseñas Metacritic, lo que indica «críticas generalmente favorables. Al reeditarse para otras consolas y PC, las nuevas versiones obtuvieron puntuaciones entre 77 y 80.

#### Versión de Wii U
Muchos críticos comparan positivamente el juego y su mecánica con la serie Grand Theft Auto, aunque con un enfoque más familiar y lúdico. Otro aspecto positivo fue el uso de referencias a la cultura popular, lo que amplió su atractivo a un público más diverso, incluidas referencias a The Shawshank Redemption, Goodfellas y la franquicia Mario, entre otras. En una reseña negativa de Edge, el personal creía carecía de originalidad con sus repetitivos entornos urbanos y de ciudad con referencias disociadas a la cultura popular, aunque consideraban que estaba ligeramente justificado sin su uso de material fuente preexistente.
En general, las opiniones sobre el sistema de juego fueron divididas. Muchos encontraron la mecánica de combate mediocre, pero recibieron positivamente su ingenio físico. A los críticos les gustó la inclusión de los disfraces como mecánica, con George señalando cómo ayudó a dar variedad a la fórmula repetitiva de la serie Lego, pero algunos recibieron negativamente cómo a menudo requería cambiar constantemente entre ellos con una varianza mínima. Carsillo calificó el Wii U GamePad y su uso como «un pequeño e ingenioso recurso argumental», y Cork admitió que «cayó completamente en el truco». Sin embargo, Edge y Oertel consideraron que se utilizaba demasiado poco y, por tanto, es incongruente, con Bischoff llamando a su uso «forzado». Carsillo citó varios problemas técnicos como principal defecto, como la lentitud de los tiempos de carga, la velocidad de fotogramas y el mal control de la cámara. Destructoid cree que la mecánica general de Lego City Undercover es decepcionante, ya que mantiene un formato similar al de otros títulos de Lego, pero no considera que en sí sea negativa. George y Justin McElroy de Polygon expresaron sentimientos negativos similares sobre el tiempo de carga y la tasa de imágenes por segundo. Los vehículos fueron bien recibidos positivamente, pero algunos citaron un manejo deficiente.
Ray Carsillo de Electronic Gaming Monthly considera que el tema original es positivo, ya que destaca frente a otras entregas y puede tener un gran atractivo, y Tom Bramwell de Eurogamer opinó que esto se logró con eficacia. Kevin VanOrd de GameSpot también valoró positivamente que el ingenio se extendiera más allá de las referencias a otros medios, incluyendo su propia retahíla de gags escritos y visuales. Richard George de IGN valoró positivamente que la historia tuviera un «fuerte sentido de la progresión a lo largo del juego». Los personajes y el doblaje estuvieron recibidos positivamente, y George observó cómo los personajes y sus relaciones entre sí encajaban en un drama policial con payasadas y caricaturas para toda la familia. Daniel Bischoff, que escribe para GameRevolution, disfrutó de la comedia y le ayudó a recordar la experiencia más allá de su mecánica. The Guardian comparó positivamente el estilo de escritura y las escenas de las entregas con las obras de Zucker, Abrahams and Zucker, señalando su uso continuo de clichés, sketches y gags.
James Sterling de Destructoid consideró que el entorno era dinámico, algo que muchos otros analíticos consideraron la razón por la que el mundo abierto era divertido de explorar y recorrer continuamente. Jeff Cork, que escribe para Game Informer, disfrutó con el nivel de detalle del entorno y encontró divertido conducir por él sin un objetivo. Mathias Oertel de 4Players, citó la construcción del mundo como una de las razones por las que Lego City Undercover era «irresistible». Destructoid calificó el mundo exterior de «extenso mundo de color y distracción». Los comentarista señalaron que los objetos lejanos aparecían bruscamente, y Edge opinaron que, aunque no era un defecto grave, se sentían decepcionados porque el «primer gran exclusivo de 2013» para Wii U no funcionara con fluidez. Para Sterling, los objetos coleccionables eran una razón para seguir jugando después de completar la historia, pero Oertel, por el contrario, se refirió a los secretos de ultratumba como «irrelevantes». Bischoff apreció que los coleccionables se sintieran como un añadido y no como una necesidad, a diferencia de los videojuegos anteriores.

#### Otras versiones
La crítica elogió la incorporación del multijugador cooperativo en las nuevas versiones, aunque Tobias Veltin de GameStar destacó negativamente la falta de juego en línea. Tristan Oglivie, crítico de IGN, criticó el multijugador por la falta de nuevos contenidos, limitados a la compatibilidad con un segundo usuario; Liam Croft de Push Square expresó opiniones similares, aunque valoró positivamente la inclusión de esta función. Oertel elogió todas las nuevas versiones, pero dio una puntuación más baja a la de Nintendo Switch, debido a caídas notables en la tasa de fotogramas que no se observaban tanto en la versión de Wii U. Oglivie y Emily Sowden de Pocket Gamer también señalaron la disminución de la tasa de fotogramas al usar la consola en modo portátil, aunque Oglivie elogió la mayor velocidad de fotogramas en las demás versiones. Veltin otorgó a la versión para PC el «Gold Award» del sitio web por su alta puntuación, destacando la presentación, el diseño y la historia, aunque criticó la falta de compatibilidad con el ratón. En su análisis de la versión para PS4, Sam Spyrison de Hardcore Gamer, declaró que era de gran calidad y que suponía una mejora con respecto a los anteriores títulos de Lego, pero creía que carecía de una mecánica que resultara atractiva para un público de mayor edad. Oglivie consideró que la eliminación del Wii U GamePad hizo el juego más cómodo, aunque menos agradable en general.

### Ventas
Según cifras de NPD, en su mes de debut en Estados Unidos vendió más de 100 000 unidades, quedando fuera del top diez y empatando con Monster Hunter 3 Ultimate. En el Reino Unido, debutó en el puesto número doce en la lista de todos los formatos, ocupando el número ocho en la lista de formatos individuales y el número uno en la lista de consolas. En Japón, vendió más de 18 000 copias durante su primera semana, debutando en el puesto número nueve en todas las listas. Al 31 de diciembre de 2022, la versión de Wii U había vendido 1.15 millones de unidades a nivel mundial.